# Виллар, Луи-Леон де Бранкас
Луи-Леон-Фелисите де Бранкас (фр. Louis-Léon-Félicité de Brancas; 13 июля 1733, Париж — 8 октября 1824, там же), герцог де Виллар — французский государственный и военный деятель.

## Биография
Сын Луи II де Бранкаса, герцога де Виллара, и Аделаиды-Луизы-Фелисите д'О.
Первоначально титуловался графом де Лораге.
Кампмейстер-лейтенант Королевского Руссильонского полка (1.02.1749). Королевским патентом получил титул герцога де Лораге (5.01.1755). Отличился в кампаниях Семилетней войны, особенно в 1757 году.
С юности был связан с блестящими учеными, в особенности с Лавуазье, с которым совместно работал и чьи труды продолжил. В 1758 принят в члены Академии наук.
Во время американской войны за независимость граф де Верженн использовал частые поездки герцога в Англию для дипломатических контактов с графом Шелберном и лидерами оппозиции из окружения Артура Ли.
Избежал преследования во время революции, удалившись в частную жизнь и посвятив свои досуги химии, физике «и даже поэзии, которой занимался без претензий на что-либо, но не без таланта и оригинальности». Был автором трагедий «Клитемнестра» и «Иокаста», которые не были поставлены на театре.
По смерти отца стал герцогом де Вилларом. При Реставрации был произведен в генерал-лейтенанты и 4 июня 1814 стал пэром Франции. Из-за состояния здоровья не мог принять участия в заседаниях Палаты пэров, поэтому в декабре 1822 получил от короля позволение передать пэрию своему племяннику Луи-Мари-Батисту. Умер от приступа подагры.

## Сочинения
Авторству де Бранкаса принадлежат несколько научных работ, многочисленные политические брошюры.
- Clytemnestre. P., 1761.
- Mémoire sur l'inoculation. P., 1763.
- Mémoire sur la compagnie des Indes. P., 1769
- Tableau de la constitution françoise, ou Autorité des rois de France dans les différens ages de la monarchie. 1771.
- Mémoire pour moi ; par moi Louis de Brancas, comte de Lauraguais. Londres, 1773, in-8
- Jocaste. 1781.
- Dissertation sur les Assemblées nationales, sous les trois races des rois de France. P., 1788.
- Lettre sur les Etats-généraux, convoqués par Louis XVI, et composés par M. de Target par M. le Comte de Lauraguais. P., 1788.
- Première lettre d'un incrédule à un converti. P., 1796 (?)

## Семья
Жена (11.01.1755): Элизабет-Полина де Ганд де Мерод де Монморанси (20.10.1737—1794), принцесса д'Изенгьен, дочь Александра-Максимильена-Бальтазара де Ганда, графа де Мидделбурга
Дети:
- Луиза-Полина-Кандида-Жозефа-Фелисите (23.11.1755—10.08.1812). Муж (19.01.1773): Луи-Анжельбер де Линь, герцог д'Аренберг
- Антуанетта-Кандида-Полина (24.09.1756—1770)

От связи с Луи-Катрин Витри:
- Генриетта-Луиза де Лораге (1776). Муж (1794): Пьер-Жозеф де Сен-Люс-Удай (1768—1840)

От связи с Софи Арну:
- Луи (1759—1762)
- Огюст-Камиль (1761—1829). Легитимирован (1786). Жена (1799): Мари-Розали-Клодин Венсан
- Антуан-Констан (1764—1809)
- Александрина-Софи (1767—1801). Муж 1) (1789, развод): Пьер-Никола Андре-Мюрвиль (1754—1815); 2) (1795): Бартелеми-Франсуа Сандрен, сын почмейстера из Люзарша